# Татарсько-Сугутське сільське поселення
Тата́рсько-Сугу́тське сільське поселення (рос. Татарско-Сугутское сельское поселение) — муніципальне утворення у складі Батиревського району Чувашії, Росія. Адміністративний центр та єдиний населений пункт — село Татарські Сугути.

## Населення
Населення — 1102 особи (2019, 1290 у 2010, 1377 у 2002).